# Émile Zuccarelli
Émile Zuccarelli (Emile, Pierre, Dominique), né le 4 août 1940 à Bastia (Haute-Corse), est une personnalité politique française. Il est président d'honneur du Mouvement radical.
Deux fois Ministre, il est élu député pour la première fois le 16 mars 1986 et réélu sans discontinuité jusqu'au 19 juin 2007.
Il est élu Maire de Bastia en 1989, date à laquelle il succède à son père Jean Zuccarelli, et est réélu sans discontinuité jusqu'en 2014. Succédant au district urbain, il sera également le Président de la Communauté d'Agglomération de Bastia de 2002 à 2014.

## Biographie

### Origines
Émile Zuccarelli suit des études au lycée de Bastia, puis au lycée Thiers de Marseille avant d'intégrer l'École polytechnique (promotion 1960). Il est directeur général adjoint des assurances Présence avant de s'engager en politique à la suite des événements d'Aléria.

### Parcours politique
Formant l’aile républicaine du Parti radical de gauche (PRG), il participe au Groupe des douze, un collectif de députés de droite et de gauche à l’écoute des chefs d’entreprise.
Il devient porte-parole du MRG, sous la présidence de François Doubin, en 1986, puis président du parti en 1989, fonction qu'il abandonna en 1992 à son entrée au gouvernement.
En 1995, il s’oppose à la candidature présidentielle de Jean-François Hory et rejoint, après le retrait de celui-ci, l'équipe de campagne de Lionel Jospin au Parti socialiste. Après l’éviction de Jean-François Hory, il devient président délégué du Parti radical-socialiste (PRS, ex-MRG) et chargé des négociations électorales avec Lionel Jospin au PS.
Principal dirigeant de l'opposition interne à Jean-Michel Baylet au sein du PRG, il s'est rapproché de la mouvance « républicaine de gauche » en défendant notamment la candidature de Jean-Pierre Chevènement à la présidentielle de 2002, avec qui il partageait notamment une même vision de la place de la Corse dans la République, alors que le PRG présentait une candidate, non issue de ses rangs et dont il combattait le communautarisme : Christiane Taubira.

### Parcours local et parlementaire
Il obtient son premier mandat électif comme vice-président de la nouvelle assemblée de Corse élue en 1982, au lendemain de la réforme Defferre dotant l'île d'un statut particulier. Il devient vice-président chargé des transports de cette assemblée puis sera élu Député de la 1re circonscription de la Haute-Corse en 1986 en étant réélu sans discontinuité jusqu'en en 2007 et Maire de Bastia de 1989 à 2014 ainsi que Président de la Communauté d'Agglomération de Bastia de 2002 à 2014. 
Disposant d’une très forte implantation locale, il s’oppose aux indépendantistes corses.
Il conduit, en mars 2004, une liste aux élections territoriales en Corse baptisée « La Corse dans la République » arrivée en tête des listes de gauche[réf. nécessaire]. Mais son refus de concessions avec les nationalistes et la défection de la plupart des élus de la liste conduite par l'autre député PRG de la Haute-Corse, Paul Giacobbi, l'empêche d'emporter la présidence de l'Assemblée de Corse[réf. nécessaire].
Le 17 juin 2007, il perd son siège de député au profit de Sauveur Gandolfi-Scheit en obtenant 46,11 % des suffrages exprimés hors bulletins blancs et nuls, les voix des nationalistes corses qui avaient qualifié la défaite d'Émile Zuccarelli de « priorité absolue » s'étant massivement portées sur son adversaire UMP[réf. nécessaire]. Il est toutefois nettement réélu maire de Bastia le 16 mars 2008 avec 57 % des suffrages.
En mars 2014, il décide de ne pas solliciter un nouveau mandat municipal. La liste dirigée par le nationaliste Gilles Simeoni l'emporte en recueillant, au deuxième tour, 55,4% des voix contre 44,6% à Jean Zuccarelli, fils d'Emile, qui conduisait une liste PRG-PCF.

### Parcours ministériel et national

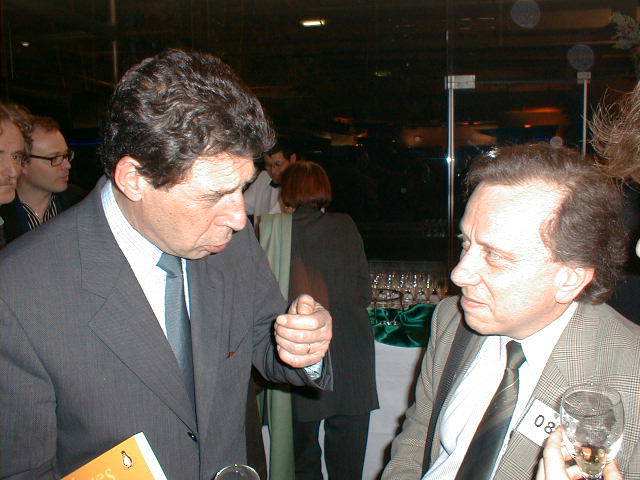
Émile Zuccarelli (à gauche), en conversation avec Bernard Lang (2006).

Il est ministre des Postes et Télécommunications en 1992 et 1993, dans le gouvernement de Pierre Bérégovoy, où il défend le service public des PTT. Il est ensuite ministre de la Fonction publique, de la réforme de l'État et de la décentralisation dans le gouvernement de Lionel Jospin, qu'il quitte après le remaniement ministériel d'ampleur du 27 mars 2000 compte tenu des désaccords apparus avec le Premier ministre au lendemain de l'ouverture d'un dialogue sur l'avenir institutionnel de la Corse qui place, à ses yeux, les nationalistes au centre de négociations.

### Positions
Lors du référendum du 6 juillet 2003 organisé en Corse par le ministre de l'Intérieur, Nicolas Sarkozy (dont l'action est, sur ce point, soutenue par le Parti socialiste et par plusieurs grands quotidiens nationaux[réf. nécessaire]), il est le principal artisan de la victoire du « non »[réf. nécessaire]. Ce résultat est alors interprété comme un camouflet pour Nicolas Sarkozy, initiateur de cette réforme.[Qui ?].
Partisan d'une Europe fédérale, démocratique et sociale, il appelle à voter « non » lors du référendum du 29 mai 2005 sur le projet de traité constitutionnel européen (TCE), dont il dénonce le contenu à ses yeux « ultralibéral ». Le non rassemblera d'ailleurs plus de 56 % des suffrages en Corse.
Par la suite, il demande au Gouvernement et au Parlement de tirer les conclusions de la victoire du « non » et dépose une proposition de loi constitutionnelle tendant à supprimer l'article de la Constitution française selon lequel la « République peut ratifier » le TCE. En effet, si cet article était maintenu, un gouvernement pourrait être tenté d'adopter le traité par voie parlementaire, et ce au mépris, selon Zuccarelli, du souhait exprimé démocratiquement par les Français.
À l'élection présidentielle de 2007, il soutient la candidature de Ségolène Royal qui, à l'occasion de sa visite à Bastia, en juillet 2006, s'était engagée à ne pas rouvrir le débat institutionnel dans l'île.
À l'élection présidentielle de 2012, il soutient la candidature de François Hollande qu'il accueillera d'ailleurs à Bastia durant la campagne électorale.
Le 9 décembre 2016, il remet à la ministre de la Fonction publique Annick Girardin le rapport « Laïcité et fonction publique » comportant vingt propositions. La ministre s'engage alors à en mettre en œuvre six prioritairement (une formation obligatoire des fonctionnaires à la laïcité, un référent laïcité dans chaque administration, la création d'un portail Internet sur le sujet, une journée d'échange sur la laïcité ou encore une brochure remise aux agents publics lors de leur prise de fonction).

## Synthèse des mandats et fonctions

### Au Gouvernement
- 3 avril 1992 - 29 mars 1993 : ministre des Postes et Télécommunications
- 4 juin 1997 - 27 mars 2000 : ministre de la Fonction publique, de la Réforme de l'État et de la Décentralisation, dans le gouvernement de Lionel Jospin (Ministres du gouvernement Lionel Jospin)

### À l'Assemblée nationale
- 2 avril 1986 - 8 juillet 1986 : député de la Haute-Corse
- 28 août 1986 - 14 mai 1988 : député de la Haute-Corse
- 13 juin 1988 - 2 mai 1992 : député de la 1re circonscription de la Haute-Corse
- 2 avril 1993 - 21 avril 1997 : député de la 1re circonscription de Haute-Corse
- 1er juin 1997 - 4 juillet 1997 : député de la 1re circonscription de Haute-Corse
- 18 juin 2002 - 17 juin 2007 : député de la 1re circonscription de Haute-Corse

### Au niveau territorial
- 16 mars 1998 - 1er juillet 2002 : membre de l'Assemblée territoriale de Corse
- 21 mars 2004 - 21 décembre 2004 : membre de l'Assemblée territoriale de Corse

### À la ville de Bastia
- 19 mars 1989 - 18 juin 1995 : maire de Bastia (Haute-Corse)
- 19 juin 1995 - 25 juillet 1997 : maire de Bastia (Haute-Corse)
- 26 juillet 1997 - 25 mai 2000 : 2e adjoint au maire de Bastia (Haute-Corse)
- 25 mai 2000 - 18 mars 2001 : maire de Bastia (Haute-Corse)
- 18 mars 2001 - 16 mars 2008 : maire de Bastia (Haute-Corse)
- 16 mars 2008 - 30 mars 2014 : maire de Bastia (Haute-Corse)
- depuis le 1er janvier 2002 : président de la Communauté d'agglomération de Bastia

## Honneurs
- Commandeur de la Légion d'honneur (2017)[6] ; officier (2011)